# Campeonato Mundial de Waterpolo Masculino de 2013
El XV Campeonato Mundial de Waterpolo Masculino se celebró en Barcelona (España) entre el 22 de julio y el 3 de agosto de 2013 dentro del XV Campeonato Mundial de Natación. El evento fue organizado por la Federación Internacional de Natación (FINA) y la Real Federación Española de Natación. 
El torneo se realizó en las Piscinas Bernat Picornell de la capital catalana. Un total de dieciséis selecciones nacionales afiliadas a la FINA compitieron por el título mundial, cuyo anterior portador era el equipo de Italia, vencedor del Mundial de 2011. 
La selección de Hungría se adjudicó la medalla de oro al derrotar en la final al equipo de Montenegro con un marcador de 8-7. En el partido por el tercer puesto el conjunto de Croacia venció al de Italia.

## Clasificación
| Competición                          | Fecha                              | Sede                              | Plazas | Equipos clasificados                |
| ------------------------------------ | ---------------------------------- | --------------------------------- | ------ | ----------------------------------- |
| País anfitrión                       | –                                  | –                                 | 1      | España                              |
| Liga Mundial                         | 12 – 17 de junio de 2012           | Almaty · ( Kazajistán)            | 2      | Croacia Italia                      |
| Juegos Olímpicos                     | 29 de julio – 12 de agosto de 2012 | Londres ( Reino Unido)            | 4      | Serbia Montenegro Hungría Australia |
| Campeonato Europeo                   | 16 – 29 de enero de 2012           | Eindhoven · ( Países Bajos)       | 3      | Alemania Grecia Rumanía             |
| Campeonato Asiático                  | 19 – 25 de noviembre de 2012       | Dubái · ( Emiratos Árabes Unidos) | 2      | China Kazajistán                    |
| Torneo panamericano de clasificación | 30 de enero – 3 de febrero de 2013 | Calgary · ( Canadá)               | 2      | Canadá Estados Unidos               |
| África                               | –                                  | –                                 | 1      | Sudáfrica                           |
| Oceanía                              | –                                  | –                                 | 1      | Nueva Zelanda                       |
| TOTAL                                |                                    |                                   | 16     |                                     |

## Grupos
| Grupo A       | Grupo B        | Grupo C   | Grupo D    |
| ------------- | -------------- | --------- | ---------- |
| Montenegro    | Croacia        | Serbia    | Italia     |
| España        | Canadá         | Hungría   | Alemania   |
| Grecia        | Estados Unidos | Australia | Rumanía    |
| Nueva Zelanda | Sudáfrica      | China     | Kazajistán |

## Fase preliminar
- Todos los partidos en la hora local de Barcelona (UTC+2).

### Grupo A
| Equipo        | J | G | E | P | GF | GC | DG  | PTS |
| ------------- | - | - | - | - | -- | -- | --- | --- |
| Grecia        | 3 | 3 | 0 | 0 | 38 | 15 | +23 | 6   |
| Montenegro    | 3 | 2 | 0 | 1 | 34 | 12 | +22 | 4   |
| España        | 3 | 1 | 0 | 2 | 30 | 18 | +12 | 2   |
| Nueva Zelanda | 3 | 0 | 0 | 3 | 8  | 65 | -57 | 0   |

- Resultados

| Fecha | Hora  | Partido       | Partido | Partido       | Resultado |
| ----- | ----- | ------------- | ------- | ------------- | --------- |
| 22.07 | 0930  | Montenegro    | -       | Grecia        | 4-6       |
| 22.07 | 21:30 | España        | -       | Nueva Zelanda | 18-3      |
| 24.07 | 20:10 | Nueva Zelanda | -       | Grecia        | 4-24      |
| 24.07 | 21:30 | Montenegro    | -       | España        | 7-5       |
| 26.07 | 17:30 | Montenegro    | -       | Nueva Zelanda | 23-1      |
| 26.07 | 21:30 | España        | -       | Grecia        | 7-8       |

### Grupo B
| Equipo         | J | G | E | P | GF | GC | DG  | PTS |
| -------------- | - | - | - | - | -- | -- | --- | --- |
| Croacia        | 3 | 3 | 0 | 0 | 41 | 15 | +26 | 6   |
| Estados Unidos | 3 | 2 | 0 | 1 | 31 | 19 | +12 | 4   |
| Canadá         | 3 | 1 | 0 | 2 | 32 | 32 | 0   | 2   |
| Sudáfrica      | 3 | 0 | 0 | 3 | 14 | 52 | -38 | 0   |

- Resultados

| Fecha | Hora  | Partido   | Partido | Partido        | Resultado |
| ----- | ----- | --------- | ------- | -------------- | --------- |
| 22.07 | 10:50 | Croacia   | -       | Estados Unidos | 9-7       |
| 22.07 | 12:10 | Canadá    | -       | Sudáfrica      | 17-11     |
| 24.07 | 09:30 | Sudáfrica | -       | Estados Unidos | 3-16      |
| 24.07 | 10:50 | Croacia   | -       | Canadá         | 13-8      |
| 26.07 | 18:50 | Croacia   | -       | Sudáfrica      | 19-0      |
| 26.07 | 20:10 | Canadá    | -       | Estados Unidos | 7-8       |

### Grupo C
| Equipo    | J | G | E | P | GF | GC | DG  | PTS |
| --------- | - | - | - | - | -- | -- | --- | --- |
| Serbia    | 3 | 3 | 0 | 0 | 39 | 26 | +13 | 6   |
| Hungría   | 3 | 1 | 1 | 1 | 32 | 27 | +5  | 3   |
| Australia | 3 | 1 | 1 | 1 | 25 | 26 | -1  | 3   |
| China     | 3 | 0 | 0 | 3 | 21 | 38 | -17 | 0   |

- Resultados

| Fecha | Hora  | Partido | Partido | Partido   | Resultado |
| ----- | ----- | ------- | ------- | --------- | --------- |
| 22.07 | 13:30 | Serbia  | -       | Australia | 10-7      |
| 22.07 | 17:30 | Hungría | -       | China     | 13-5      |
| 24.07 | 12:10 | China   | -       | Australia | 7-9       |
| 24.07 | 13:30 | Serbia  | -       | Hungría   | 13-10     |
| 26.07 | 09:30 | Serbia  | -       | China     | 16-9      |
| 26.07 | 10:50 | Hungría | -       | Australia | 9-9       |

### Grupo D
| Equipo     | J | G | E | P | GF | GC | DG  | PTS |
| ---------- | - | - | - | - | -- | -- | --- | --- |
| Italia     | 3 | 3 | 0 | 0 | 32 | 18 | +14 | 6   |
| Alemania   | 3 | 2 | 0 | 1 | 26 | 26 | 0   | 4   |
| Kazajistán | 3 | 1 | 0 | 2 | 21 | 25 | -4  | 2   |
| Rumanía    | 3 | 0 | 0 | 3 | 16 | 26 | -10 | 0   |

- Resultados

| Fecha | Hora  | Partido    | Partido | Partido    | Resultado |
| ----- | ----- | ---------- | ------- | ---------- | --------- |
| 22.07 | 18:50 | Italia     | -       | Rumanía    | 10-4      |
| 22.07 | 20:10 | Alemania   | -       | Kazajistán | 9-8       |
| 24.07 | 17:30 | Kazajistán | -       | Rumanía    | 7-4       |
| 24.07 | 18:50 | Italia     | -       | Alemania   | 10-8      |
| 26.07 | 12:10 | Italia     | -       | Kazajistán | 12-6      |
| 26.07 | 13:30 | Alemania   | -       | Rumanía    | 9-8       |

## Fase final
- Todos los partidos en la hora local de Barcelona (UTC+2).

|  | Octavos de final | Octavos de final |            |         | Cuartos de final | Cuartos de final |  |            | Semifinales | Semifinales |         |              | Final        | Final       |  |
|  | 28 de julio      | 28 de julio      |            |         | 30 de julio      | 30 de julio      |  |            | 1 de agosto | 1 de agosto |         |              | 3 de agosto  | 3 de agosto |  |
|  |                  |                  |            |         |                  |                  |  |            |             |             |         |              |              |             |  |
|  |                  |                  |            |         |                  |                  |  |            |             |             |         |              |              |             |  |
|  | Grecia           | 13               |            |         |                  |                  |  |            |             |             |         |              |              |             |  |
|  | Grecia           | 13               |            |         |                  |                  |  |            |             |             |         |              |              |             |  |
|  | Sudáfrica        | 5                |            |         |                  |                  |  |            |             |             |         |              |              |             |  |
|  | Sudáfrica        | 5                |            | Grecia  | 3                |                  |  |            |             |             |         |              |              |             |  |
|  |                  |                  |            | Grecia  | 3                |                  |  |            |             |             |         |              |              |             |  |
|  |                  |                  | Hungría    | 9       |                  |                  |  |            |             |             |         |              |              |             |  |
|  | Hungría          | 16               | Hungría    | 9       |                  |                  |  |            |             |             |         |              |              |             |  |
|  | Hungría          | 16               |            |         |                  |                  |  |            |             |             |         |              |              |             |  |
|  | Kazajistán       | 7                |            |         |                  |                  |  |            |             |             |         |              |              |             |  |
|  | Kazajistán       | 7                |            |         |                  |                  |  | Hungría    | 11          |             |         |              |              |             |  |
|  |                  |                  |            |         |                  |                  |  | Hungría    | 11          |             |         |              |              |             |  |
|  |                  |                  | Croacia    | 10      |                  |                  |  |            |             |             |         |              |              |             |  |
|  | Croacia          | 21               | Croacia    | 10      |                  |                  |  |            |             |             |         |              |              |             |  |
|  | Croacia          | 21               |            |         |                  |                  |  |            |             |             |         |              |              |             |  |
|  | Nueva Zelanda    | 4                |            |         |                  |                  |  |            |             |             |         |              |              |             |  |
|  | Nueva Zelanda    | 4                |            | Croacia | 7                |                  |  |            |             |             |         |              |              |             |  |
|  |                  |                  |            | Croacia | 7                |                  |  |            |             |             |         |              |              |             |  |
|  |                  |                  | Australia  | 6       |                  |                  |  |            |             |             |         |              |              |             |  |
|  | Alemania         | 4                | Australia  | 6       |                  |                  |  |            |             |             |         |              |              |             |  |
|  | Alemania         | 4                |            |         |                  |                  |  |            |             |             |         |              |              |             |  |
|  | Australia        | 8                |            |         |                  |                  |  |            |             |             |         |              |              |             |  |
|  | Australia        | 8                |            |         |                  |                  |  |            |             |             |         | Hungría      | 8            |             |  |
|  |                  |                  |            |         |                  |                  |  |            |             |             |         | Hungría      | 8            |             |  |
|  |                  |                  | Montenegro | 7       |                  |                  |  |            |             |             |         |              |              |             |  |
|  | Serbia           | 13               | Montenegro | 7       |                  |                  |  |            |             |             |         |              |              |             |  |
|  | Serbia           | 13               |            |         |                  |                  |  |            |             |             |         |              |              |             |  |
|  | Rumanía          | 5                |            |         |                  |                  |  |            |             |             |         |              |              |             |  |
|  | Rumanía          | 5                |            | Serbia  | 8                |                  |  |            |             |             |         |              |              |             |  |
|  |                  |                  |            | Serbia  | 8                |                  |  |            |             |             |         |              |              |             |  |
|  |                  |                  | Montenegro | 9       |                  |                  |  |            |             |             |         |              |              |             |  |
|  | Montenegro       | 12               | Montenegro | 9       |                  |                  |  |            |             |             |         |              |              |             |  |
|  | Montenegro       | 12               |            |         |                  |                  |  |            |             |             |         |              |              |             |  |
|  | Canadá           | 4                |            |         |                  |                  |  |            |             |             |         |              |              |             |  |
|  | Canadá           | 4                |            |         |                  |                  |  | Montenegro | 10          |             |         |              |              |             |  |
|  |                  |                  |            |         |                  |                  |  | Montenegro | 10          |             |         |              |              |             |  |
|  |                  |                  | Italia     | 8       |                  |                  |  |            |             |             |         |              |              |             |  |
|  | Italia           | 11               | Italia     | 8       |                  |                  |  |            |             |             |         |              |              |             |  |
|  | Italia           | 11               |            |         |                  |                  |  |            |             |             |         |              |              |             |  |
|  | China            | 3                |            |         |                  |                  |  |            |             |             |         |              |              |             |  |
|  | China            | 3                |            | Italia  | 4                |                  |  |            |             |             |         | Tercer lugar | Tercer lugar |             |  |
|  |                  |                  |            | Italia  | 4                |                  |  |            |             |             |         | Tercer lugar | Tercer lugar |             |  |
|  |                  |                  | España     | 3       |                  |                  |  |            |             |             |         |              |              |             |  |
|  | Estados Unidos   | 6                | España     | 3       |                  |                  |  |            |             |             | Croacia | 10           |              |             |  |
|  | Estados Unidos   | 6                |            |         |                  |                  |  |            |             |             | Croacia | 10           |              |             |  |
|  | España           | 10               |            |         |                  |                  |  |            |             |             |         |              | Italia       | 8           |  |
|  | España           | 10               |            |         |                  |                  |  |            |             |             |         |              | Italia       | 8           |  |
|  |                  |                  |            |         |                  |                  |  |            |             |             |         |              |              |             |  |

### Octavos de final
| Fecha | Hora  | Partido        | Partido | Partido       | Resultado |
| ----- | ----- | -------------- | ------- | ------------- | --------- |
| 28.07 | 09:30 | Grecia         | -       | Sudáfrica     | 13-5      |
| 28.07 | 10:50 | Montenegro     | -       | Canadá        | 12-4      |
| 28.07 | 12:10 | Croacia        | -       | Nueva Zelanda | 21-4      |
| 28.07 | 13:30 | Estados Unidos | -       | España        | 6-10      |
| 28.07 | 17:30 | Serbia         | -       | Rumanía       | 13-5      |
| 28.07 | 18:50 | Hungría        | -       | Kazajistán    | 16-7      |
| 28.07 | 20:10 | Italia         | -       | China         | 11-3      |
| 28.07 | 21:30 | Alemania       | -       | Australia     | 4-8       |

### Cuartos de final
| Fecha | Hora  | Partido    | Partido | Partido   | Resultado |
| ----- | ----- | ---------- | ------- | --------- | --------- |
| 30.07 | 15:30 | Grecia     | -       | Hungría   | 3-9       |
| 30.07 | 17:00 | Croacia    | -       | Australia | 7-6       |
| 30.07 | 20:15 | Montenegro | -       | Serbia    | 9-8       |
| 30.07 | 21:45 | España     | -       | Italia    | 3-4       |

### Semifinales
| Fecha | Hora  | Partido    | Partido | Partido | Resultado |
| ----- | ----- | ---------- | ------- | ------- | --------- |
| 01.08 | 20:15 | Hungría    | -       | Croacia | 11-10     |
| 01.08 | 21:45 | Montenegro | -       | Italia  | 10-8      |

### Tercer lugar
| Fecha | Hora  | Partido | Partido | Partido | Resultado |
| ----- | ----- | ------- | ------- | ------- | --------- |
| 03.08 | 16:30 | Croacia | -       | Italia  | 10-8      |

### Final
| Fecha | Hora  | Partido | Partido | Partido    | Resultado |
| ----- | ----- | ------- | ------- | ---------- | --------- |
| 03.08 | 22:15 | Hungría | -       | Montenegro | 8-7       |

### Partidos de clasificación
5.º a 8.º lugar
| Fecha | Hora  | Partido | Partido | Partido   | Resultado          |
| ----- | ----- | ------- | ------- | --------- | ------------------ |
| 01.08 | 15:30 | Grecia  | -       | Australia | 11-9               |
| 01.08 | 17:00 | Serbia  | -       | España    | 13-14 –pen.– (8-8) |

Séptimo lugar
| Fecha | Hora  | Partido   | Partido | Partido | Resultado |
| ----- | ----- | --------- | ------- | ------- | --------- |
| 03.08 | 15:00 | Australia | -       | Serbia  | 7-13      |

Quinto lugar
| Fecha | Hora  | Partido | Partido | Partido | Resultado |
| ----- | ----- | ------- | ------- | ------- | --------- |
| 03.08 | 20:45 | Grecia  | -       | España  | 8-10      |

## Medallero
| Hungría | Montenegro | Croacia |
| Bence Bátori Krisztián Bedő Attila Decker Ádám Decker Miklós Gór-Nagy Balázs Hárai Norbert Hosnyánszky Norbert Madaras Viktor Nagy Márton Szivós Dániel Varga Dénes Varga Márton Vámos | Darko Brguljan Draško Brguljan Ugo Crousillat Aleksandar Ivović Mlađan Janović Nikola Janović Predrag Jokić Filip Klikovak Saša Mišić Vjekoslav Pasković Antonio Petrović Zdravko Radić Miloš Šćepanović | Marko Bijač Luka Bukić Andro Bušlje Nikša Dobud Maro Joković Luka Lončar Ivan Milaković Petar Muslim Paulo Obradović Fran Paškvalin Josip Pavić Anđelo Šetka Sandro Sukno |
| Tibor Benedek (seleccionador) | Vido Lompar (seleccionador) | Ivica Tucak (seleccionador) |

## Estadísticas

### Clasificación general
| 1. Hungría        |
| 2. Montenegro     |
| 3. Croacia        |
| 4. Italia         |
| 5. España         |
| 6. Grecia         |
| 7. Serbia         |
| 8. Australia      |
| 9. Estados Unidos |
| 10. Alemania      |
| 11. Canadá        |
| 12. Kazajistán    |
| 13. Rumanía       |
| 14. China         |
| 15. Sudáfrica     |
| 16. Nueva Zelanda |

### Máximos goleadores
| N.º | Jugador           | País       | Goles |
| --- | ----------------- | ---------- | ----- |
| 1   | Aleksandar Ivović | Montenegro | 20    |
| 1   | Sandro Sukno      | Croacia    | 20    |
| 3   | Albert Español    | España     | 17    |
| 4   | Filip Filipović   | Serbia     | 16    |
| 4   | Yannis Funtulis   | Grecia     | 16    |

Fuente: 

### Equipo más anotador
| N.º | Equipo     | Goles |
| --- | ---------- | ----- |
| 1   | Croacia    | 89    |
| 2   | Serbia     | 81    |
| 3   | Hungría    | 76    |
| 4   | Grecia     | 73    |
| 5   | Montenegro | 72    |

Fuente: 